# Championnat de France de rugby à XV de 3e division fédérale 2014-2015
Navigation
Fédérale 3 2013-2014 Fédérale 3 2015-2016
Cette page présente la saison 2014-2015 de Fédérale 3.

## Règlement
Les 160 clubs répartis en 16 poules de 10 équipes qui se rencontrent en matches « Aller » et « Retour ».
Les 4 premiers de chaque poule, disputerent les phases finales, qui débuteront en 1/32e de finale   ;
Les équipes classées 9e et 10e de chaque poule sont reléguées en série territoriale Honneur de leur comité d’appartenance pour la saison 2015-2016  ;
Accession à la Fédérale 2 pour la saison 2015-2016
Les 16 clubs qui accèdent à la Fédérale 2 sont les clubs vainqueurs des Seizièmes de finale  ; 

## Composition et classement des poules

### Poules 1, 2, 3, 4
- : Qualifiés pour les phases finales
- : Promu en Fédérale 2
- : Relégué en honneur régional

| Poule 1, 1. Rennes EC (R) 72 pts 2. SC Le Rheu 69 pts 3. Plouzané AC 60 pts 4. RC Trignac 55 pts 5. RC Saint-Sébastien–Basse-Goulaine 45 pts 6. SC Chinon 40 pts 7. P Auray RC 33 pts 8. SA Parthenay 33 pts 9. US Thouars (P) 16 pts 10. RC Quimper (P) 1 pt | Poule 2, 1. RC Drancy (R) 77 pts 2. Beauvais XV RC 66 pts 3. RC Courbevoie 63 pts 4. ROC Houilles-Carrières-sur-Seine 58 pts 5. Olympique marcquois 45 pts 6. RC Versailles 43 pts 7. CLL Armentières (P) 26 pts 8. Évreux AC 18 pts 9. CA L'Aigle 15 pts 10. RC Hérouville (P) 11 pts | Poule 3 - Saint-Denis US - Union des bords de Marne - Rugby Épernay Champagne - US Ris-Orangis - RC Vincennes - UMS Pontault-Combault - RC Metz (P) - RC Meaux - Rueil AC (P) - VGA Saint-Maur | Poule 4 - Rugby Chartres Métropole - RC Auxerre (R) - Bourges XV - ES Vitry - RAC Chateauroux - US Pithiviers (P) - RC Issoudun - RC Blois - Entente rugby Vauzelles Pougues La Charité - Rugby Melun Combs Sénart 77 |

### Poules 5, 6, 7, 8
- : Qualifiés pour les phases finales
- : Promu en Fédérale 2
- : Relégué en honneur régional

| Poule 5 1. RC Clermont-Cournon 59 pts 2. US Ussel 52 pts 3. RC Arpajon-Veinazès 52 pts 4. US Issoire (P) 49 pts 5. RC Saint-Cernin 40 pts 6. RC Vichy (R) 39 pts 7. RC Mauriac 39 pts 8. RR Guéret 36 pts 9. Stade marivalois (P) 36 pts 10. FC Moulins 20 pts | Poule 6 - AS Saint-Junien (R) - JA Isle (R) - CS Nontron - SC Surgères - RC Puilboreau - FC Yonnais - Stade poitevin (R) - Royan-Saujon rugby - Fontenay Luçon RSV (P) - Union Barbezieux Jonzac (P) | Poule 7 1. Lévézou Ségala Aveyron XV 63 pts 2. RC Saint-Yrieix 57 pts 3. Grenade sports 52 pts 4. US Tournon 49 pts 5. CA Ribérac 48 pts 6. US Fumel Libos (P) 47 pts 7. US Monflanquin Cancon 42 pts 8. SC Nègrepelisse 27 pts 9. US Lalinde 24 pts 10. Gourdon Bouriane XV 13 pts | Poule 8, 1. Avenir aturin (R) 52 pts 2. AS Mérignac 52 pts 3. AA Nogaro 50 pts 4. US Mugron 49 pts 5. US Bazas (P) 49 pts 6. RC Bon-Encontre Boé 48 pts 7. Stade foyen 45 pts 8. JS Rion 41 pts 9. US Nérac 32 pts 10. RC Mussidan 3 pts |

### Poules 9, 10, 11, 12
- : Qualifiés pour les phases finales
- : Promu en Fédérale 2
- : Relégué en honneur régional

| Poule 9, 1. Boucau Tarnos stade (R) 58 pts 2. AS Pont-Long 57 pts 3. Stade navarrais 56 pts 4. Hasparren AC 53 pts 5. Inthalatz Larressore 40 pts 6. US Saint-Palais 35 pts 7. Avenir Bizanos 35 pts 8. Avenir de Barcus (P) 34 pts 9. Bidart UC (P) 28 pts 10. ES Lembeye 27 pts | Poule 10, 1. Peyrehorade sports 60 pts 2. US Vic-en-Bigorre (P) 57 pts 3. SC Pamiers 55 pts 4. FCTT - TOAC/TOEC 53 pts 5. US Mouguerre 43 pts 6. AS Tournefeuille (R) 41 pts 7. ES Gimont 36 pts 8. Ger-Séron-Bédeille (P) 35 pts 9. US Coarraze Nay 35 pts 10. US Pouyastruc 6 pts | Poule 11 1. Aviron gruissanais 55 pts (P) 2. Salanque Côte Radieuse XV 53 pts 3. US Côte Vermeille 50 pts 4. RO Castelnaudary 50 pts 5. Entente Vendres-Lespignan Hérault XV 49 pts 6. SC Rieumes (P) 49 pts 7. US Quillan Limoux (R) 31 pts 8. Stade piscenois 31 pts 9. Boulou sportif 30 pts 10. Saint-Girons SC (P) 28 pts | Poule 12 - Avenir Bleu et Blanc (P) - CO Berre XV - RC Martigues-Port-de-Bouc - ES Catalane (P) - RC Jacou Montpellier Nord - RC Palavas - ESC BAC ASP (P) - Aix UC - US Thuir - RO Lunel |

### Poules 13, 14, 15, 16
- : Qualifiés pour les phases finales
- : Promu en Fédérale 2
- : Relégué en honneur régional

| Poule 13, 1. UMS Montélimar 65 pts 2. SU Cavaillon (P) 57 pts 3. RC Six-Fours-les-Plages 57 pts 4. RC Uzès 45 pts 5. Bastia XV 44 pts 6. ES Saint-Saturnin XV (P) 36 pts 7. US Véore XV 35 pts 8. RC Draguignan 34 pts 9. RC Les Angles 29 pts 10. RC Le Teil (P) 18 pts | Poule 14, 1. US Tavaux Damparis 70 pts 2. CA Pontarlier (R) 62 pts 3. RC Belleville-Beaujolais 53 pts 4. CS Lons-le-Saunier (P) 49 pts 5. CS Nuits-Saint-Georges 48 pts 6. Stade montchaninois 40 pts 7. SC Couches 36 pts 8. Olympique de Besançon 35 pts 9. Rhône Sportif 20 pts 10. Verdun RAC (P) 5 pts | Poule 15, 1. CA Saint-Étienne 65 pts 2. SAL Saint-Priest 58 pts 3. SO Givors (R) 56 pts 4. US Izeaux 54 pts 5. AS Ampuis Côte-Rôtie 43 pts 6. US Vinay 37 pts 7. FC Saint-Claude 34 pts 8. RC Rillieux (P) 32 pts 9. Entente Meximieux Dagneux Plaine de l'Ain (P) 28 pts 10. US Renage Rives 20 pts | Poule 16, 1. US Annecy (R) 74 pts 2. ASSMIDA (R) 62 pts 3. CS annonéen 55 pts 4. US Rhône XV 44 pts 5. US Bellegarde-Coupy 43 pts 6. SO Voiron 42 pts 7. Bièvre Saint-Geoirs RC 37 pts 8. RFC Tain Tournon rugby (FCTT) 31 pts 9. RC Vallons de la Tour (RCVT) (P) 21 pts 10. SO Ugine Albertville (P) 10 pts |

## Phases finales

### Trente-deuxièmes de finale
Les Trente-deuxièmes de finale se déroulent le 26 avril 2015 (matchs aller) et le 3 mai 2015 (matchs retour).
| Équipe                               | Aller | Total | Retour | Équipe                                               |
| ------------------------------------ | ----- | ----- | ------ | ---------------------------------------------------- |
| ROC Houilles-Carrières-sur-Seine     | 15-30 | 22-56 | 7-26   | Rennes étudiants club                                |
| Plouzané AC                          | 20-14 | 29-32 | 9-18   | RC Courbevoie                                        |
| RC Trignac                           | 8-19  | 30-63 | 22-44  | RC Drancy                                            |
| Beauvais RC                          | 11-9  | 37-27 | 26-18  | SC Le Rheu                                           |
| ES Vitry                             | 12-28 | 12-27 | 0-53   | Saint-Denis US                                       |
| Rugby Épernay Champagne              | 30-21 | 40-50 | 10-29  | Rugby club auxerrois                                 |
| Union des bords de Marne             | 0-36  | 5-98  | 5-62   | Rugby Chartres Métropole                             |
| Bourges XV                           | 19-16 | 30-27 | 11-11  | US Ris-Orangis                                       |
| SC surgèrien                         | 18-14 | 21-48 | 3-34   | RC Clermont-Cournon                                  |
| RC Arpajon-Veinazès                  | 33-7  | 38-40 | 5-33   | AS Saint-Junien                                      |
| US Issoire                           | 27-14 | 40-34 | 13-20  | JA Isle                                              |
| CS nontronnais                       | 41-13 | 41-51 | 0-38   | US Ussel                                             |
| US Mugron                            | 27-19 | 50-51 | 23-32  | Lévézou Ségala Aveyron XV                            |
| Grenade sports                       | 32-28 | 40-34 | 31-19  | AS Mérignac                                          |
| US Tournon                           | 34-17 | 41-52 | 7-35   | Avenir aturin                                        |
| AA nogarolienne                      | 21-20 | 31-46 | 10-26  | RC Saint-Yrieix                                      |
| FCTT - TOAC/TOEC                     | 16-9  | 26-31 | 10-22  | Boucau Tarnos stade                                  |
| Stade navarrais                      | 26-16 | 35-47 | 9-21   | US vicquoise                                         |
| Hasparren AC                         | 16-9  | 24-25 | 8-14   | Peyrehorade sports                                   |
| SC Pamiers                           | 32-9  | 46-31 | 14-22  | AS Pont-Long                                         |
| ES Catalane                          | 19-9  | 29-36 | 10-27  | Aviron gruissanais                                   |
| RO Castelnaudary XV                  | 32-9  | 46-31 | 14-22  | Avenir Bleu et Blanc XV                              |
| Entente Vendres-Lespignan Hérault XV | 12-17 | 24-55 | 12-38  | CO Berre XV                                          |
| RC Martigues-Port-de-Bouc            | 19-19 | 36-47 | 17-28  | Salanque Côte Radieuse                               |
| CS Lédonien                          | 13-20 | 20-41 | 7-21   | Union Montélimar                                     |
| RC Six fournais                      | 32-12 | 39-33 | 7-21   | CA Pontarlier                                        |
| RC Uzès                              | 9-25  | 9-80  | 0-55   | US Tavaux Damparis                                   |
| RC Belleville                        | 11-6  | 31-40 | 20-34  | SU cavaillonnais                                     |
| US Rhône XV                          | 6-22  | 13-45 | 7-23   | CA Saint-Étienne                                     |
| SO Givors                            | 18-27 | 23-51 | 5-24   | AS Saint-Marcel-Bel-Accueil-L'Isle d'Abeau (ASSMIDA) |
| US Izeaux                            | 16-18 | 30-51 | 14-33  | US Annecy                                            |
| CS annonéen                          | 18-20 | 33-29 | 15-9   | SAL Saint-Priest                                     |

### Seizièmes de finale
Les Seizièmes de finale se déroulent le 17 mai 2015 (matchs aller) et le 24 mai 2015 (matchs retour)

Les vainqueurs sont promus en Fédérale 2
| Équipe                                               | Aller | Total | Retour | Équipe                    |
| ---------------------------------------------------- | ----- | ----- | ------ | ------------------------- |
| RC Courbevoie                                        | 0-29  | 23-64 | 23-35  | Rennes étudiants club     |
| Beauvais RC                                          | 23-18 | 38-27 | 15-9   | RC Drancy                 |
| Rugby club auxerrois                                 | 34-36 | 39-58 | 5-22   | Saint Denis US            |
| Bourges XV                                           | 24-36 | 31-78 | 7-42   | Rugby Chartres Métropole  |
| RC Clermont-Cournon                                  | 14-24 | 27-42 | 13-18  | AS Saint-Junien           |
| US Issoire                                           | 20-10 | 44-40 | 24-30  | US Ussel                  |
| Grenade sports                                       | 17-30 | 40-53 | 23-23  | Lévézou Ségala Aveyron XV |
| RC Saint-Yrieix                                      | 13-10 | 26-27 | 13-17  | Avenir aturin             |
| US vicquoise                                         | 23-38 | 30-47 | 7-9    | Boucau Tarnos stade       |
| SC Pamiers                                           | 8-19  | 27-38 | 19-19  | Peyrehorade sports        |
| RO Castelnaudary XV                                  | 9-3   | 31-34 | 22-31  | Aviron gruissanais        |
| Salanque Côte Radieuse                               | 20-3  | 39-15 | 9-12   | CO Berre XV               |
| RC Six fournais                                      | 24-8  | 39-37 | 15-29  | Union Montélimar          |
| SU cavaillonnais                                     | 23-17 | 26-39 | 3-22   | US Tavaux Damparis        |
| AS Saint-Marcel-Bel-Accueil-L'Isle d'Abeau (ASSMIDA) | 17-16 | 37-41 | 20-25  | CA Saint-Étienne          |
| CS annonéen                                          | 12-9  | 25-43 | 13-34  | US Annecy                 |

### Huitièmes, quarts, demi-finales et finale
|  | Huitièmes de finale 31 mai 2015 | Huitièmes de finale 31 mai 2015 |                          |    | Quarts de finale 7 juin 2015 | Quarts de finale 7 juin 2015 |  |  | Demi-finales 21 juin 2015 | Demi-finales 21 juin 2015 |  |  | Finale 5 juillet 2015 | Finale 5 juillet 2015 |
|  | Huitièmes de finale 31 mai 2015 | Huitièmes de finale 31 mai 2015 |                          |    | Quarts de finale 7 juin 2015 | Quarts de finale 7 juin 2015 |  |  | Demi-finales 21 juin 2015 | Demi-finales 21 juin 2015 |  |  | Finale 5 juillet 2015 | Finale 5 juillet 2015 |
|  |                                 |                                 |                          |    |                              |                              |  |  |                           |                           |  |  |                       |                       |
|  |                                 |                                 |                          |    |                              |                              |  |  |                           |                           |  |  |                       |                       |
|  |                                 |                                 |                          |    |                              |                              |  |  |                           |                           |  |  |                       |                       |
|  | Rennes étudiants club           | 22                              |                          |    |                              |                              |  |  |                           |                           |  |  |                       |                       |
|  | Rennes étudiants club           | 22                              |                          |    |                              |                              |  |  |                           |                           |  |  |                       |                       |
|  | Beauvais RC                     | 8                               |                          |    |                              |                              |  |  |                           |                           |  |  |                       |                       |
|  | Beauvais RC                     | 8                               | Rennes étudiants club    | 17 |                              |                              |  |  |                           |                           |  |  |                       |                       |
|  |                                 |                                 | Rennes étudiants club    | 17 |                              |                              |  |  |                           |                           |  |  |                       |                       |
|  |                                 | Rugby Chartres Métropole        | 32                       |    |                              |                              |  |  |                           |                           |  |  |                       |                       |
|  | Saint Denis US                  | Rugby Chartres Métropole        | 32                       | 17 |                              |                              |  |  |                           |                           |  |  |                       |                       |
|  | Saint Denis US                  |                                 |                          | 17 |                              |                              |  |  |                           |                           |  |  |                       |                       |
|  | Rugby Chartres Métropole        | 28                              |                          |    |                              |                              |  |  |                           |                           |  |  |                       |                       |
|  | Rugby Chartres Métropole        | 28                              | Rugby Chartres Métropole | 31 |                              |                              |  |  |                           |                           |  |  |                       |                       |
|  |                                 |                                 | Rugby Chartres Métropole | 31 |                              |                              |  |  |                           |                           |  |  |                       |                       |
|  |                                 | Lévézou Ségala Aveyron XV       | 22                       |    |                              |                              |  |  |                           |                           |  |  |                       |                       |
|  | AS Saint-Junien                 | Lévézou Ségala Aveyron XV       | 22                       | 14 |                              |                              |  |  |                           |                           |  |  |                       |                       |
|  | AS Saint-Junien                 |                                 |                          | 14 |                              |                              |  |  |                           |                           |  |  |                       |                       |
|  | US Issoire                      | 23                              |                          |    |                              |                              |  |  |                           |                           |  |  |                       |                       |
|  | US Issoire                      | 23                              | US Issoire               | 17 |                              |                              |  |  |                           |                           |  |  |                       |                       |
|  |                                 |                                 | US Issoire               | 17 |                              |                              |  |  |                           |                           |  |  |                       |                       |
|  |                                 | Lévézou Ségala Aveyron XV       | 28                       |    |                              |                              |  |  |                           |                           |  |  |                       |                       |
|  | Lévézou Ségala Aveyron XV       | Lévézou Ségala Aveyron XV       | 28                       | 27 |                              |                              |  |  |                           |                           |  |  |                       |                       |
|  | Lévézou Ségala Aveyron XV       |                                 |                          | 27 |                              |                              |  |  |                           |                           |  |  |                       |                       |
|  | Avenir aturin                   | 14                              |                          |    |                              |                              |  |  |                           |                           |  |  |                       |                       |
|  | Avenir aturin                   | 14                              | Rugby Chartres Métropole | 22 |                              |                              |  |  |                           |                           |  |  |                       |                       |
|  |                                 |                                 | Rugby Chartres Métropole | 22 |                              |                              |  |  |                           |                           |  |  |                       |                       |
|  |                                 | US Annecy                       | 20                       |    |                              |                              |  |  |                           |                           |  |  |                       |                       |
|  | Boucau Tarnos stade             | US Annecy                       | 20                       | 22 |                              |                              |  |  |                           |                           |  |  |                       |                       |
|  | Boucau Tarnos stade             |                                 |                          | 22 |                              |                              |  |  |                           |                           |  |  |                       |                       |
|  | Peyrehorade sports              | 23                              |                          |    |                              |                              |  |  |                           |                           |  |  |                       |                       |
|  | Peyrehorade sports              | 23                              | Peyrehorade sports       | 16 |                              |                              |  |  |                           |                           |  |  |                       |                       |
|  |                                 |                                 | Peyrehorade sports       | 16 |                              |                              |  |  |                           |                           |  |  |                       |                       |
|  |                                 | Aviron gruissanais              | 9                        |    |                              |                              |  |  |                           |                           |  |  |                       |                       |
|  | Aviron gruissanais              | Aviron gruissanais              | 9                        | 13 |                              |                              |  |  |                           |                           |  |  |                       |                       |
|  | Aviron gruissanais              |                                 |                          | 13 |                              |                              |  |  |                           |                           |  |  |                       |                       |
|  | Salanque Côte Radieuse          | 8                               |                          |    |                              |                              |  |  |                           |                           |  |  |                       |                       |
|  | Salanque Côte Radieuse          | 8                               | Peyrehorade sports       | 12 |                              |                              |  |  |                           |                           |  |  |                       |                       |
|  |                                 |                                 | Peyrehorade sports       | 12 |                              |                              |  |  |                           |                           |  |  |                       |                       |
|  |                                 | US Annecy                       | 16                       |    |                              |                              |  |  |                           |                           |  |  |                       |                       |
|  | RC Six fournais                 | US Annecy                       | 16                       | 13 |                              |                              |  |  |                           |                           |  |  |                       |                       |
|  | RC Six fournais                 |                                 |                          | 13 |                              |                              |  |  |                           |                           |  |  |                       |                       |
|  | US Tavaux Damparis              | 18                              |                          |    |                              |                              |  |  |                           |                           |  |  |                       |                       |
|  | US Tavaux Damparis              | 18                              | US Tavaux Damparis       | 19 |                              |                              |  |  |                           |                           |  |  |                       |                       |
|  |                                 |                                 | US Tavaux Damparis       | 19 |                              |                              |  |  |                           |                           |  |  |                       |                       |
|  |                                 | US Annecy                       | 33                       |    |                              |                              |  |  |                           |                           |  |  |                       |                       |
|  | CA Saint-Étienne                | US Annecy                       | 33                       | 11 |                              |                              |  |  |                           |                           |  |  |                       |                       |
|  | CA Saint-Étienne                |                                 |                          | 11 |                              |                              |  |  |                           |                           |  |  |                       |                       |
|  | US Annecy                       | 33                              |                          |    |                              |                              |  |  |                           |                           |  |  |                       |                       |
|  | US Annecy                       | 33                              |                          |    |                              |                              |  |  |                           |                           |  |  |                       |                       |